# 伊禮友希恵
伊禮 友希恵（いれい ゆきえ）は沖縄県糸満市出身のアクション女優。特撮テレビドラマ トミカヒーロー レスキューフォース、トミカヒーロー レスキューファイアー、闘牛戦士ワイドー、ハルサーエイカーなどスーツアクターとして活躍中。